# Malibu (Patricia Paay)
Malibu is een single van Patricia Paay uit 1978, met The touch op de B-kant. Daarnaast verschenen beide nummers op haar album Malibu touch. Ze schreef het nummer samen met John Volita, een alias van John van Katwijk. Gerard Stellaard produceerde en arrangeerde het werk.
De single werd op 18 november 1978 door het Limburgs Dagblad uitgeroepen tot disk-gokkie van de week. Toen deze single en de opvolger The best friend I know uitkwamen, waren er problemen bij de distributie door een reorganisatie bij de platenmaatschappij Bovema. Naar eigen zeggen zouden er daardoor mensen zijn geweest die deze platen niet hadden kunnen kopen terwijl ze dat wel hadden gewild.

## Hitnoteringen
Nederlandse Top 40
| Positie: | 29 | 19 | 14 | 14 | 18 | 29 | uit |

Nationale Hitparade
| Hitnotering: van 3-11-1978 t/m 30-12-1978 | Hitnotering: van 3-11-1978 t/m 30-12-1978 | Hitnotering: van 3-11-1978 t/m 30-12-1978 | Hitnotering: van 3-11-1978 t/m 30-12-1978 | Hitnotering: van 3-11-1978 t/m 30-12-1978 | Hitnotering: van 3-11-1978 t/m 30-12-1978 | Hitnotering: van 3-11-1978 t/m 30-12-1978 | Hitnotering: van 3-11-1978 t/m 30-12-1978 | Hitnotering: van 3-11-1978 t/m 30-12-1978 | Hitnotering: van 3-11-1978 t/m 30-12-1978 | Hitnotering: van 3-11-1978 t/m 30-12-1978 |
| Week:                                     | 1                                         | 2                                         | 3                                         | 4                                         | 5                                         | 6                                         | 7                                         | 8                                         | 9                                         |                                           |
| ----------------------------------------- | ----------------------------------------- | ----------------------------------------- | ----------------------------------------- | ----------------------------------------- | ----------------------------------------- | ----------------------------------------- | ----------------------------------------- | ----------------------------------------- | ----------------------------------------- | ----------------------------------------- |
| Positie:                                  | 44                                        | 30                                        | 20                                        | 33                                        | 22                                        | 19                                        | 31                                        | 43                                        | 43                                        | uit                                       |

Ultratop 50
| Positie: | 28 | 26 | 29 | 29 | uit |